# بيبرا
ببرا (بالألمانية: Bebra) هي بلدة، مدينة وبلدة ألمانية تقع في ألمانيا في Hersfeld-Rotenburg. يقدر عدد سكانها بـ 15,470 نسمة .

## المدن التوأمة
مدن Knaresborough وفريدريشرودا هي مدن توأمة لـببرا.